# Enrique Telémaco Susini
Enrique Telémaco Susini (Gualeguay, Entre Ríos, Argentina, 31 de gener de 1891 - Buenos Aires, Argentina, 4 de juliol de 1972) va ser un metge argentí, artista ple i un pioner de la radiodifusió mundial.
En 1920, Susini va conduir a l'Argentina el projecte que va portar a la que algunes fonts consideren com la primera transmissió de radiodifusió pública en el món, realitzada el 27 d'agost d'aquest any, anterior fins i tot a la que es va efectuar al novembre als Estats Units, en ocasió de l'elecció presidencial celebrada en aquest país. Així, Radio Argentina es va convertir en la primera estació de radiodifusió amb programació regular en el món. En honor a aquesta epopeia, a l'Argentina en aquesta data se celebra el Dia de la Radiofonia Argentina.
Durant les dècades de 1920 i 1930, es va convertir en un reeixit empresari de les naixents indústries de la ràdio i el cinema.
Seguint la seva carrera en els mitjans, també va ser fundador dels estudis de cinema Lumiton, i va ser el Director general de la primera transmissió de televisió a l'Argentina realitzada per Canal 7.
L'art, la ciència i la innovació van ser les grans passions d'aquest home tan singular i multifacètic. A més de metge brillant va ser músic i compositor, el primer cineasta argentí premiat en un festival de cinema, precursor, inventor, investigador científic, empresari, director i promotor cultural.
La seva activitat cinematogràfica va deixar una profunda petjada al cinema argentí, sent director de cinema, guionista i fundador de la productora Lumiton. També va compondre la música per a la seva pel·lícula Embrujo de 1941.

## Joventut
Enrique Telémaco Susini va néixer a Gualeguay, província d'Entre Ríos, fill de Telémaco Susini, professor d'anatomia patològica a la Universitat de Buenos Aires 8 el primer otorrinolaringòleg del país.
En 1906, el seu pare va assumir la posició de cònsol argentí en Viena, capital de l'Imperi Austrohongarès.
Això va permetre al jove Susini, qui havia rebut el seu diploma d'escola secundària un any abans a l'edat de 14 anys,
assistir al conservatori de Viena, on va rebre formació professional en cant i violí. Després d'estudiar breument física i química a Berlín i París,
va retornar a Buenos Aires en 1909 per a iniciar els seus estudis de medicina en la Facultat on el seu pare havia ensenyat. En 1913, a l'edat de 22 anys, va rebre el seu diploma de doctor en medicina, després d'escriure una tesi.
Després de la seva graduació, va treballar breument com a periodista, ajudant a fundar l' Associació de la Crítica el 1915. Un any més tard, el va contractar l'Armada Argentina, on va realitzar recerques sobre la influència dels estímuls elèctrics i acústics en el cos humà, i va instal·lar un laboratori per a la recerca de vacunes veterinàries.

## Dies de Ràdio

### Pioner
El 1910, Guglielmo Marconi, guanyador del Premi Nobel de Física de 1909, va viatjar a l'Argentina per a participar dels esdeveniments pel Centenari de la Revolució de Maig. Va aprofitar el seu sojorn per a instal·lar una estació radiotelegràfica en la localitat de Bernal, des d'on es va comunicar reeixidament amb el Canadà i Irlanda. La publicitat generada per la visita de Marconi, va ajudar a la creació d'un grup de joves entusiastes de la ràdio, entre ells Susini i els seus amics de l'escola de medicina.
En 1915, la comunitat de la ràdio s'havia convertit en un grup prou gran i notori com per a figurar en la nota d'un diari esmentant que els aficionats "formen una espècie de fraternitat, intercanviant notícies, parlant els uns amb els altres a través de grans distàncies i fins i tot transmetent petits concerts de piano i violí a través de les seves connexions."
Susini, juntament amb el seu nebot Miguel Mugica i els seus amics César Guerrico i Luis Romero Carranza formaven part d'aquesta comunitat i aviat van adquirir el sobrenom de Locos de la Azoteapel fet que el seu hobby involucrava maniobres gairebé acrobàtiques per a poder col·locar les antenes de fil llarg que s'utilitzaven aquells dies a les terrasses d'alts edificis. Durant aquest temps, el grup jugava amb la idea d'utilitzar la ràdio com a mitjà de difusió cultural, una cosa a la qual Susini després definiria com la seva passió, compartida amb el teatre i la música.
En esclatar la Primera Guerra Mundial a Europa, les comunicacions per ràdio es van convertir en una tecnologia de gran importància militar, i el seu desenvolupament es va accelerar considerablement en els anys següents, si bé la majoria d'aquests desenvolupaments es van mantenir en secret i el flux d'informació escrita i materials des de Europa i els Estats Units cap a l'Argentina, ràpidament va cessar.ó.
En aquesta situació, a Susini se li va presentar una gran oportunitat com a resultat de la seva experiència militar: després del final de la guerra cap a finals de 1918, va ser enviat a França a estudiar els efectes de la guerra química en el sistema respiratori i mentre realitzava les seves recerques, va poder adquirir equips de ràdio militars excedents de la guerra, que després va portar a l'Argentina.

### Primera transmissió

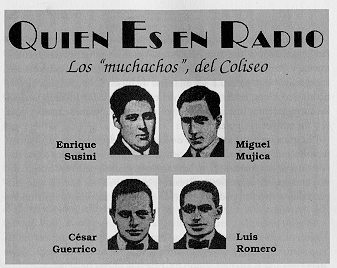
Els quatre Locos de la Azotea

Després de tornar a l'Argentina en 1919, Susini va començar a treballar en la conversió d'un vell lloc d'espectacles cirquenses al Teatro Coliseo. Juntament amb els seus amics, va començar a planejar la realització d'una transmissió de difusió general des d'allí, alguna cosa que va ser incentivat pels dos amos italians del teatre Faustino da Rossa i Walter Mocchi.
Durant 1920, mentre el grup estava treballant en el projecte, van arribar versions de que Marconi havia realitzat reeixidament la transmissió experimental d'un concert de la soprano Nellie Melba a Chelmsford, Anglaterra, el 15 de juny. Encara que això podia haver estat una desil·lusió per no haver estat la seva transmissió la primera del món, els preparatius van continuar a pas ràpid.
El 27 d'agost, finalment estaven llestos. El teatre presentaria l'òpera Parsifal de Richard Wagner. Susini i els seus col·laboradors havien instal·lat un transmissor de 5W en el sostre utilitzant vàlvules marca METALL d'origen francès portades per Susini, amb una antena connectada a la cúpula d'un edifici pròxim. Per a prendre el so del teatre van col·locar un micròfon amb una botzina de gramòfon a la sala de reflectors.
Aproximadament a les 20.30, el mateix Susini va prendre el micròfon i va inaugurar la radiodifusió argentina amb les paraules:
Senyores i senyors, la Sociedad Radio Argentina els presenta avui el Festival Sacre de Ricardo Wagner, Parsifal, amb l'actuació del tenor Maestri...
La transmissió va continuar per aproximadament 3 hores i va ser rebuda tan lluny com a Santos al Brasil, on va ser escoltat per l'operador de ràdio d'un vaixell. El nombre d'oïdors estimat al mig centenar, va ser molt limitat perquè les ràdios de galena de l'època eren escasses i difícils d'operar, requerintl'ajustament d'un petit cristall de plom i la instal·lació d'una antena de diversos metres de llarg. No obstant això, el diari La Razón va publicar una nota molt encoratjadora, i fins i tot el president Hipólito Yrigoyen va felicitar Susini i el seu grup pels seus assoliments.

### Radio Argentina
Durant els següents 19 dies, el grup va continuar transmetent des del teatre, principalment operes italianes com Aída i Rigoletto de Verdi. Tan bon punt la temporada del Teatre Coliseu va acabar, van començar a realitzar produccions pròpies, ara coneguts oficialment com a "Radio Argentina". Radio Argentina continuarà transmetent fins al seu tancament per problemes econòmics el 31 de desembre de 1997.
Al començament, era manejada pels quatre amics. El políglota Susini cantava ell mateix cançons en espanyol, francès, alemany, italià i rus, assumint cada vegada personatges amb noms diferents perquè els seus oïdors no ho notessin.
Durant els següents anys, la radiodifusió a l'Argentina va viure una ràpida expansió. En 1921, l'intendent de Buenos Aires, Juan Barnetche va introduir l'emissió oficial de llicències de radiodifusió. El mateix any, es va formar el Radio Club Argentino, transformant-se en la primera associació del seu tipus a terres americanes. A l'octubre de 1922, Radio Argentina transmet per primera vegada en viu l'assumpció presidencial de Marcelo Torcuato de Alvear.
Dos mesos després, arribaren els primers competidors Corporación Argentina de Radio Sud América, Radio Brusa i Radio Cultura, tots creats dins d'un interval de tres dies.
En 1924, la jove indústria de la ràdio a l'Argentina, va travessar durant una breu crisi, durant la qual Radio Argentina va ser assistida financerament per una associació d'empresaris industrials denominada Asociación Argentina de Broadcasting.
Mentre la competidora Radio Sur América va ser a la fallida i va ser absorbida per Radio Argentina, la pròpia Radio Argentina va sobreviure, encara que va haver de prendre temporalment el nom dels seus benefactors. L'estació ara transmetia esdeveniments des del famós Teatro Colón i el Club de Tango Abdullah entre d'altres. Agregant a les varietats de la seva programació, es troba el primer programa de notícies regular de l'Argentina.
L'any de 1925 va veure la introducció de llicències obligatòries per a totes les estacions de ràdio, i des de llavors se la va conèixer com LOR Radio Argentina (canviada a LR2 Radio Argentina en 1934, sent la segona del dial des de l'esquerra). També va començar la col·laboració durant un període d'aproximadament un any, amb el diari Crítica, continuant sota la direcció de Susini i els seus amics, però adoptant el nom de "LOR Broadcasting de Crítica". Després d'aquest període va tornar al seu nom original.

## Vía Radiar
PPer a llavors, Susini i els seus socis van començar a focalitzar-se en un nou projecte. Immediatament després de readquirir l'estació de Crítica, la van vendre a Radio Prieto, i van utilitzar els diners per a crear la companyia radiotelegràfica Sociedad Anónima Radio Argentina constituïda el 31 d'agost de 1927.
La companyia ràpidament va entrar en el mercat de les comunicacions d'ona curta entre Europa i Sud-amèrica, rebent la "concessió d'un servei internacional de radiotelegrafia permetent la comunicació directa entre Espanya i l'Argentina" de part del govern espanyol.
Amb les seves estacions de retransmissió al Paraguai, Nova York i Madrid, la companyia, operant sota el nom "Via Radiar", comptava amb considerables recursos financers. Movent-se agressivament contra els seus competidors baixant els seus preus, ràpidament va aconseguir el control de la majoria del trànsit radiotelegràfic entre l'Argentina i Europa, en cooperació amb el servei de telegrafia d'Espanya.
En 1930, la companyia va ser venuda a ITT per la substancial suma de 200 milions de dòlars. Susini i els seus socis van romandre en el directori després de l'adquisició.

## Lumiton Film
Un any després, Susini, ara casat amb la cantant Alicia Arderius, i els seus tres amics van fundar la companyia de cinema Lumiton (contracció de les paraules lluminositat i to), que es transformarà en un dels grans jugadors de la següent dècada coneguda com la Era d'Or del Cinema Argentí. Els Estudios Lumiton es trobaven en la localitat de Munro, al nord de la ciutat de Buenos Aires i formaven part d'una cinquena anomenada "La Algovia". L'estudi pròpiament dit ocupava una poma completa amb l'entrada principal sobre l'actual Av. Mitre i a més posseïa un terreny limítrof per a filmacions en exteriors que comptava amb un fort de la conquesta del desert. Amb equip comprat durant un viatge als Estats Units, els quatre socis van instal·lar l'estudi de cinema més modern al país en la seva època, que incloïa el seu propi laboratori. L'estudi va finalitzar la seva primera pel·lícula, Los tres berretines el 19 de maig de 1933. Va ser el segon film sonor produït a l'Argentina, només precedit per Tango del seu competidor Argentina Sono Film, finalitzat només tres setmanes abans el 27 d'abril. Malgrat haver estat atribuït col·lectivament al "Equip Lumiton", en realitat va ser dirigida pel mateix Susini.
En total, es van realitzar 99 pel·lícules, amb la seva característica marca del gong. Entre les més notables, està la participant de la Mostra Internacional de Cinema de Venècia, La chismosa, protagonitzada per Lola Membrives, ue també va ser dirigida per Susini.
Lumiton va continuar produint pel·lícules fins a 1957.

## Altres activitats
Fins i tot mentre dirigia diverses companyies, Susini va romandre actiu en el món cultural. Va estar a càrrec del Teatre Coliseu durant diverses temporades en els anys 1920, i va servir com a director tècnic del Teatre Colón. Després de posar en escena l'òpera Oberon en 1938 al Teatre Reale a Roma, i davant la gran aclamació dels crítics, va ser cridat a treballar com a director de La Scala a Milà.
Temps després, també va treballar al Teatro Argentino de la Plata. Durant la seva vida, Susini va ser autor de més de 70 obres teatrals, rebent el Premi Nacional de Cultura en 1951 per la seva comèdia En un viejo patio porteño. Fins i tot va ser conegut com un excel·lent pianista.
També en 1951, Susini va retornar a les seves arrels com a pioner dels mitjans massius de comunicació, treballant com a Director General durant la primera transmissió de televisió a l'Argentina que realitzés Canal 7 el 17 d'octubre.
Finalment en 1962, Susini va fundar la companyia cooperativa de telèfons de Pinamar, TELPIN, obrint camí a tota una sèrie de petites companyies locals que seguirien els seus passos a l'Argentina.TELPIN fins i tot existeix com una companyia moderna de telecomunicacions oferint un ampli ventall de serveis de telefonia, Internet i, seguint amb la genètica del seu fundador, televisió per IP (IPTV) posant-la a l'avantguarda en innovació tecnològica.

## Llegat
A pesar que se sap definitivament que no va realitzar la primera transmissió de ràdio del món, se li atribueix a Susini especialment en publicacions argentines, l'haver establert el primer servei de radiodifusió regular del món.
A pesar que Susini ha romàs relativament desconegut, fins i tot en el seu propi país, la significança del seu treball de pioner va ser reconeguda en 1970 a través de l'establiment del 27 d'agost, com a Dia de la Radiodifusió a l'Argentina, celebrat anualment per les estacions de ràdio del país.

## Filmografia

### Com a director
- Embrujo (1941)
- La chismosa (1938) Premi al Millor Director al Festival de Venècia.
- Ayer y hoy (1934)
- Los tres berretines (1933)
- Finisce sempre cosí (1939) amb Vittorio De Sica, Nedda Francy i Roberto Ray

### Com a guionista
- Embrujo (1941)
- La chismosa (1938)

### Música
- Embrujo (1941)